# Valentin
Valentin je moško osebno ime.

## Izvor imena
Ime Valentin izhaja iz latinskega imena Valentinus. To ime pa je po obliki manjšalnica latinskega imena Valens in se prek pridevnika valens, v rodilniku valentis povezuje z glagolom valeo v pomenu besede »biti zdrav, močen, krepak, mogočen, vreden«. Imenu Valentin pomensko ustreza južnoslovansko ime Zdravko.

## Različice imena
- moške različice imena: Tin, Tine, Val, Valens, Valent, Valentino, Zdravko
- ženske različice imena: Valentina, Tina

## Tujejezikovne različice imena
- pri Čehih: Valentýn
- pri Italijanih: Valentino
- pri Nemcih, Madžarih, Švedih: Valentin
- pri Poljakih: Walentyn

## Pogostost imena
Po podatkih Statističnega urada Republike Slovenije je bilo na dan 31. decembra 2007 v Sloveniji število moških oseb z imenom Valentin: 1.507. Med vsemi moškimii imeni pa je ime Valentin po pogostosti uporabe uvrščeno na 132. mesto.

## Osebni praznik
Valentin je ime več svetnikov. na Slovenskem je najbolj znan Valentin, mučenec, ki je živel v Rimu in ima god 14. februarja. V koledarju sta še Valentin /Foltej/, škof iz 5. stol., god 7. januarja in  Valens, škof, god 21. maja.

## Iz imena nastali priimki
Iz imena Valentin so nastali naslednji priimki: Valenčič, Valentinčič, Valenčak, Valenci, Valent, Valenta, Valentan, Valentar, Valente, Valentič, Valentin, Valentinc, Balent, Balant

## Zanimivosti
- V Sloveniji je pet cerkva sv. Valentina.
- V nekaterih okoljih je  Valentinovo ali praznik sv. Valentina tudi tradicionalni dan, ko si zaljubljenci izkazujejo ljubezen.